# Lisa-Marie Dickreiter
Lisa-Marie Dickreiter (* 1978 in Furth im Wald) ist eine deutsche Schriftstellerin und Drehbuchautorin.

## Leben
Lisa-Marie Dickreiter wuchs im Schwarzwald auf und absolvierte nach dem Abitur Praktika in Verlagen und Filmproduktionen, ehe sie ein Drehbuchstudium an der Ludwigsburger Filmakademie Baden-Württemberg begann, das sie 2006 mit dem Diplom abschloss. Daneben besuchte sie die Leondinger Akademie für Literatur in Linz. Eine ihrer ersten Arbeiten war das Drehbuch zu dem 2008 unter der Regie von Winfried Oelsner mit Andrea Sawatzki, Thorsten Merten und Adrian Topol in den Hauptrollen entstandenen Film Vom Atmen unter Wasser. In den Folgejahren entstanden weitere Arbeiten, zum Teil gemeinsam mit Winfried Oelsner.
2010 erschien Dickreiters erster Roman, eine Umsetzung des Drehbuchs von Vom Atmen unter Wasser, der 2011 mit dem Thaddäus-Troll-Preis ausgezeichnet wurde. Ebenfalls zusammen mit Winfried Oelsner verfasst sie die mehrbändige Jugendbuchreihe Max und die Wilde Sieben, die zum Teil auch als Hörbuch erschienen ist. 2020 wurde mit Max und die wilde 7 eine Verfilmung veröffentlicht, an der Dickreiter als Drehbuchautorin beteiligt war und ihr Mann die Regie übernahm.
Dickreiter ist mit Winfried Oelsner verheiratet, sie haben ein gemeinsames Kind (* 2014). Sie lebt in Berlin und leitet Schreibworkshops für Kinder und Senioren.

## Filmografie
- 2002: Vida! – Bruchstücke einer Erinnerung (Kurzfilm)
- 2008: Vom Atmen unter Wasser
- 2011: Die Kinderkrieger (mit Winfried Oelsner)
- 2013: Bruderherz (mit Winfried Oelsner)

## Veröffentlichungen
- 2010: Vom Atmen unter Wasser, Berlin Verlag, ISBN 978-3-8270-0945-6.
- 2014: Die Zähmung der Null (Hrsg.), Info Verlag, Karlsruhe, ISBN 978-3-88190-784-2.
- 2014: Max und die Wilde Sieben – Das schwarze Ass, Verlag Friedrich Oetinger, Hamburg, ISBN 978-3-7891-3332-9.
- 2015: Was wir nicht sehen (Hrsg.), Info Verlag, Karlsruhe, ISBN 978-3-88190-851-1.
- 2015: Max und die Wilde Sieben – Die Geister-Oma, Verlag Friedrich Oetinger, Hamburg, ISBN 978-3-7891-3334-3.
- 2016: Max und die Wilde Sieben – Die Drachenbande, Verlag Friedrich Oetinger, Hamburg, ISBN 978-3-7891-3338-1.
- 2019: Berti und seine Brüder – Die Schokoladenkugel des Bösen, mit Andreas Götz, Verlag Friedrich Oetinger, Hamburg, ISBN 978-3-7891-0977-5.
- 2020: Berti und seine Brüder – Das coolste Haustier der Welt, mit Andreas Götz, Verlag Friedrich Oetinger, Hamburg, ISBN 978-3-7891-1071-9.
- 2022: Karlchen hilft allen, ob sie wollen oder nicht, mit Andreas Götz, Arena Verlag, Würzburg, ISBN 978-3-401-71711-1.

## Auszeichnungen (Auswahl)
- 2003: Nachwuchsförderpreis bei den Biberacher Filmfestspielen für Vida! – Bruchstücke einer Erinnerung
- 2009: Publikumspreis beim Internationalen Filmwochenende Würzburg für Vom Atmen unter Wasser
- 2011: Thaddäus-Troll-Preis für Vom Atmen unter Wasser
- 2012: Aufnahme in die Liste „20 unter 40“ der FAZ (Liste der besten 20 deutschsprachigen Autoren unter 40)
- 2013: Stadtschreiberin Rottweil[4]
- 2015: Hansjörg-Martin-Preis (Nominierung)
- 2015: Goldener Bücherpirat für Max und die Wilde Sieben – Das schwarze Ass
- 2016: Paderborner Hase für Max und die Wilde Sieben – Das schwarze Ass
- 2016: Heinrich-Heine-Stipendiat
- 2019: Einjähriges Stipendium der Berliner Senatsverwaltung für Kultur und Europa[5]
- 2020: Grenzgänger-Stipendium[6] der Robert-Bosch-Stiftung für ihren Roman Hulda und Hải
- 2021: Kindertiger für Max und die Wilde Sieben – Das schwarze Ass[7]